# Charles Baker
Pour les articles homonymes, voir Baker.
Charles Baker est un acteur américain né le 27 février 1971 à Washington.

## Biographie
Baker est né à Washington. Il est le fils d'un colonel de l'armée américaine et, par conséquent, il a déménagé fréquemment pendant son enfance. Bien qu'il ait aspiré à devenir enseignant, il a obtenu une double spécialisation en musique et en théâtre à l'université.

## Vie privée
Baker a épousé sa femme Rachel le 27 avril 2002. Ensemble, ils ont deux enfants.

## Filmographie

### Cinéma
- 2000 : Playing Dead : le barman
- 2005 : Equilateral : Grayson
- 2006 : Fat Girls : Roller Rink Attendant
- 2007 : Tolérance Zéro 2 : Nate
- 2007 : One Piece épisode d'Alabasta : Les Pirates et la princesse du désert : Lasso et Duck E
- 2007 : Bakurestu tensi: Infinity : voix additionnelles
- 2007 : Evangelion: 1.0 You Are (Not) Alone : voix additionnelles
- 2008 : Splinter : Blake Sherman, Jr.
- 2009 : Shroud : William Sidehammer
- 2010 : Trigun: Badlands Rumble : voix additionnelles
- 2011 : Fright Flick  d'Israel Luna : Chase
- 2011 : Knife : l'homme
- 2012 : Conversation with La Catrina : Alfred
- 2012 : Odds or Evens : Travis
- 2012 : À la merveille : le charpentier
- 2012 : The Mechanical Grave : Neshrew
- 2012 : Branch Line : Perry
- 2013 : Les Amants du Texas : l'ours
- 2013 : Chicks'n'Guns : Skinny Pete
- 2014 : Flutter : Lonny
- 2014 : Wild : TJ
- 2014 : You Can't Win : Fremont Older
- 2014 : Ad Inexplorata : Capitaine Frank Worsely
- 2015 : Eleven Eleven : Tim Paris
- 2015 : August Falls : Jonas Prine
- 2019 : El Camino : Un film Breaking Bad : Skinny Pete
- 2021 : The Rookie saison 1 épisode 18
- 2024 : Horizon : Une saga américaine, chapitre 1 (Horizon: An American Saga – Chapter 1) de Kevin Costner

### Télévision
- 1999-2004 : One Piece : plusieurs personnages (27 épisodes)
- 2001 : Grappler Baki : Kohei (1 épisode)
- 2003 : The Galaxy Railways : Hijacker (1 épisode)
- 2004 : Desert Punk : un membre du gang
- 2005 : Walker, Texas Ranger: Trial by Fire : Herman van Horne
- 2006 : Host Club : voix additionnelles (7 épisodes)
- 2006 : Prison Break : le campeur (1 épisode)
- 2006 : D.Gray-man : voix additionnelles (2 épisodes)
- 2007 : El cazador de la bruja : Jose (1 épisode)
- 2008 : Comanche Moon : John le singe (1 épisode)
- 2008-2013 : Breaking Bad : Skinny Pete (15 épisodes)
- 2009 : Fairy Tail : voix additionnelles (1 épisode)
- 2010 : Temple Grandin : Billy
- 2010 : US Marshals : Protection de témoins : TJ (1 épisode)
- 2010 : Detroit 1-8-7 : Marcus Mosier (1 épisode)
- 2010 : The Good Guys : Cellmate et Wolf (2 épisodes)
- 2011 : Chase : Wiry Inmate (1 épisode)
- 2013-2014 : Blacklist : Grey (4 épisodes)
- 2014 : First Murder : Chris Walton (6 épisodes)
- 2014 : Married : Dino (1 épisode)
- 2014 : Les Experts : Denny Morrison
- 2016 : Grimm : Dan Wells (saison 6, épisode 6)
- 2017 : Brooklyn Nine-Nine : George Judy (saison 4, épisode 12)
- 2018 : 9-1-1  Petey saison 1, épisode 1

2019: the Rookie : le flic de los Angeles saison 1 épisode 18, un ancien prisonnier 
- 2023 : The Mandalorian  : Survivor Scout (saison 3, épisode 7)